# Variable temporaire
Pour les articles homonymes, voir temporaire.
Dans le domaine de la programmation informatique, une variable temporaire est une variable dont la durée d'existence est courte (en général limitée à la procédure ou la fonction qui l'utilise). Du fait de sa courte durée de vie, sa portée est souvent limitée.
Un exemple typique d'utilisation est l'échange de deux variables : il faut stocker la valeur de la première donnée dans une zone temporaire avant de déplacer la valeur de la deuxième donnée.
```
:temp := a
:a := b
:b := temp

```

Un autre exemple typique est la variable d'index, en cas de parcours d'un tableau.
Généralement, ces variables temporaires de petite taille se trouvent dans la pile, contrairement aux variables ou aux structures de taille importante allouées dynamiquement, qui se trouvent dans le tas.